# Roman Zirnwald
Roman Zirnwald (* 25. Dezember 1982) ist ein österreichischer Badmintonspieler. 

## Karriere
Roman Zirnwald gewann 2000, 2001 und 2003 den nationalen Juniorentitel in Österreich. Bei den europäischen Hochschulmeisterschaften 2007 wurde er Dritter im Herrendoppel mit Peter Zauner. 2008 und 2011 wurde er nationaler Titelträger im Mixed. Des Weiteren nahm er an den Badminton-Weltmeisterschaften 2003, 2010 und 2011 teil.

## Sportliche Erfolge
| Saison | Veranstaltung                                  | Disziplin    | Platz | Name                                  |
| ------ | ---------------------------------------------- | ------------ | ----- | ------------------------------------- |
| 2000   | Österreich: Einzelmeisterschaften der Junioren | Herreneinzel | 1     | Roman Zirnwald                        |
| 2001   | Österreich: Einzelmeisterschaften der Junioren | Mixed        | 1     | Roman Zirnwald / Bettina Unterleitner |
| 2001   | Österreich: Einzelmeisterschaften der Junioren | Herreneinzel | 1     | Roman Zirnwald                        |
| 2003   | Weltmeisterschaft                              | Mixed        | 33    | Roman Zirnwald / Simone Prutsch       |
| 2003   | Österreich: Einzelmeisterschaften der Junioren | Herrendoppel | 1     | Roman Zirnwald / Manuel Berger        |
| 2007   | Europäische Hochschulmeisterschaft             | Herrendoppel | 3     | Roman Zirnwald / Peter Zauner         |
| 2008   | Österreich: Einzelmeisterschaften              | Mixed        | 1     | Roman Zirnwald / Tina Riedl           |
| 2011   | Österreich: Einzelmeisterschaften              | Mixed        | 1     | Roman Zirnwald / Simone Prutsch       |
| 2011   | Weltmeisterschaft                              | Mixed        | 17    | Roman Zirnwald / Elisabeth Baldauf    |
| 2012   | Bulgaria Open                                  | Herrendoppel | 1     | Tan Chun Seang / Roman Zirnwald       |
| 2012   | Bulgaria Open                                  | Mixed        | 1     | Roman Zirnwald / Elisabeth Baldauf    |
| 2014   | Portugal International                         | Mixed        | 1     | Roman Zirnwald / Elisabeth Baldauf    |